# Carlotta Polvaro
Carlotta Polvaro (Gorizia, 1801 – Brescia, 1851) è stata un'attrice teatrale italiana.
Prima amorosa dal 1816, dal 1822 al 1832 collaborò con Giacomo Modena e Gustavo Modena, ma nel 1842 passò nella compagnia di Luigi Domeniconi.
Fu moglie di un altro attore, Luigi Pezzana, non sposato in seconde nozze dopo la morte del primo marito Alessandro Angiolini.